# Gaston Floquet
Achille Marie Gaston Floquet (Épinal, 15 de dezembro de 1847 – Nancy, 7 de outubro de 1920) foi um matemático francês.
Floquet frequentou o Lycée Louis-le-Grand em Paris e estudou a partir de 1869 na École normale supérieure em Paris, interrompido pela Guerra Franco-Prussiana em 1870/1871. Em 1873 completou seus estudos em foi professor de matemática no liceu em Belfort. Em 1875 obteve a Agrégation em matemática, sendo depois professor no liceu em Angers e em 1876 em Clermont-Ferrand. Em 1878 foi Maître de conférences na UniversidAde de Nancy, obtendo em 1879 um doutorado na Sorbonne, com a tese Sur la théorie des équations différentielles linéaires. No mesmo ano foi professor da Universidade de Nancy, a partir de 1880 catedrático de matemática pura e análise.